# Baracus
Baracus là một chi bướm ngày thuộc họ Bướm nâu.